# Lijst van nummer 1-albums in de Album Top 100 in 1990
Onderstaande albums stonden in 1990 op nummer 1 in de Album Top 100, de voorloper van de huidige Media Markt Album Top 40. De lijst werd samengesteld door de Stichting Nederlandse Top 40.
| Nummer | Datum        | Artiest                       | Titel                            | Opmerking                     |
| ------ | ------------ | ----------------------------- | -------------------------------- | ----------------------------- |
| 203    | 6 januari    | Phil Collins                  | ...But seriously                 |                               |
|        | 13 januari   | Phil Collins                  | ...But seriously                 |                               |
| 204    | 20 januari   | Supertramp                    | The very best of Supertramp      |                               |
|        | 27 januari   | Supertramp                    | The very best of Supertramp      |                               |
|        | 3 februari   | Supertramp                    | The very best of Supertramp      |                               |
|        | 10 februari  | Supertramp                    | The very best of Supertramp      |                               |
|        | 17 februari  | Supertramp                    | The very best of Supertramp      |                               |
|        | 24 februari  | Supertramp                    | The very best of Supertramp      |                               |
| 203    | 3 maart      | Phil Collins                  | ...But seriously                 |                               |
| 204    | 10 maart     | Supertramp                    | The very best of Supertramp      |                               |
|        | 17 maart     | Supertramp                    | The very best of Supertramp      |                               |
|        | 24 maart     | Supertramp                    | The very best of Supertramp      |                               |
| 205    | 31 maart     | Sinéad O'Connor               | I Do Not Want What I Haven't Got |                               |
|        | 7 april      | Sinéad O'Connor               | I do not want what I haven't got |                               |
|        | 14 april     | Sinéad O'Connor               | I do not want what I haven't got |                               |
|        | 21 april     | Sinéad O'Connor               | I do not want what I haven't got |                               |
|        | 28 april     | Sinéad O'Connor               | I do not want what I haven't got |                               |
|        | 5 mei        | Sinéad O'Connor               | I do not want what I haven't got |                               |
| 206    | 12 mei       | Gary Moore                    | Still got the blues              |                               |
|        | 19 mei       | Gary Moore                    | Still got the blues              |                               |
| 207    | 26 mei       | UB40                          | Labour of love II                |                               |
|        | 2 juni       | UB40                          | Labour of love II                |                               |
|        | 9 juni       | UB40                          | Labour of love II                |                               |
| 206    | 16 juni      | Gary Moore                    | Still got the blues              |                               |
|        | 23 juni      | Gary Moore                    | Still got the blues              |                               |
|        | 30 juni      | Gary Moore                    | Still got the blues              |                               |
|        | 7 juli       | Gary Moore                    | Still got the blues              |                               |
|        | 14 juli      | Gary Moore                    | Still got the blues              |                               |
|        | 21 juli      | Gary Moore                    | Still got the blues              |                               |
| 208    | 28 juli      | Toto                          | Past to present 1977-1990        |                               |
|        | 4 augustus   | Toto                          | Past to present 1977-1990        |                               |
|        | 11 augustus  | Toto                          | Past to present 1977-1990        |                               |
|        | 18 augustus  | Toto                          | Past to present 1977-1990        |                               |
|        | 25 augustus  | Toto                          | Past to present 1977-1990        |                               |
| 209    | 1 september  | Diverse artiesten             | The greatest hits 1990 (2)       | Verzamelalbum                 |
|        | 8 september  | Diverse artiesten             | The greatest hits 1990 (2)       | Verzamelalbum                 |
|        | 15 september | Diverse artiesten             | The greatest hits 1990 (2)       | Verzamelalbum                 |
| 208    | 22 september | Toto                          | Past to present 1977-1990        |                               |
|        | 29 september | Toto                          | Past to present 1977-1990        |                               |
|        | 6 oktober    | Toto                          | Past to present 1977-1990        |                               |
|        | 13 oktober   | Toto                          | Past to present 1977-1990        |                               |
|        | 20 oktober   | Toto                          | Past to present 1977-1990        |                               |
| 210    | 27 oktober   | Diverse artiesten             | Tour of duty                     | Verzamelalbum                 |
|        | 3 november   | Diverse artiesten             | Tour of duty                     | Verzamelalbum                 |
|        | 10 november  | Diverse artiesten             | Tour of duty                     | Verzamelalbum                 |
|        | 17 november  | Diverse artiesten             | Tour of duty                     | Verzamelalbum                 |
|        | 24 november  | Diverse artiesten             | Tour of duty                     | Verzamelalbum                 |
|        | 1 december   | Diverse artiesten             | Tour of duty                     | Verzamelalbum                 |
|        | 8 december   | Diverse artiesten             | Tour of duty                     | Verzamelalbum                 |
| 211    | 15 december  | Phil Collins                  | Serious hits live                |                               |
|        | 22 december  | Phil Collins                  | Serious hits live                |                               |
|        | 29 december  | geen Album Top 100 verschenen | geen Album Top 100 verschenen    | geen Album Top 100 verschenen |

Lijsten van nummer 1-albums in de Nederlandse Album Top 100

1969 ·
1970 ·
1971 ·
1972 ·
1973 ·
1974 ·
1975 ·
1976 ·
1977 ·
1978 ·
1979 ·
1980 ·
1981 ·
1982 ·
1983 ·
1984 ·
1985 ·
1986 ·
1987 ·
1988 ·
1989 ·
1990 ·
1991 ·
1992 ·
1993 ·
1994 ·
1995 ·
1996 ·
1997 ·
1998 ·
1999 ·
2000 ·
2001 ·
2002 ·
2003 ·
2004 ·
2005 ·
2006 ·
2007 ·
2008 ·
2009 ·
2010 ·
2011 ·
2012 ·
2013 ·
2014 ·
2015 ·
2016 ·
2017 ·
2018 ·
2019 ·
2020 ·
2021 ·
2022 ·
2023 ·
2024 ·
2025

Lijsten van nummer 1-albums van de Stichting Nederlandse Top 40

1969 ·
1970 ·
1971 ·
1972 ·
1973 ·
1974 ·
1975 ·
1976 ·
1977 ·
1978 ·
1979 ·
1980 ·
1981 ·
1982 ·
1983 ·
1984 ·
1985 ·
1986 ·
1987 ·
1988 ·
1989 ·
1990 ·
1991 ·
1992 ·
1993 ·
1994 ·
1995 ·
1996 ·
1997 ·
1998 ·
1999 ·
2011 ·
2012 ·
2013 ·
2014 ·
2015
- Nederland
- Nederland (Album Top 100)